# Emilio Altés Safont
Emilio Altés Safont (Barcelona, 2 de mayo de 1926 - Castelldefels, 5 de enero de 2012) es un bailarín y profesor de ballet de España.

## Biografía
Fue primer bailarín en el Ballet de Wallonie·. Dio clases de ballet en Mudra Escuela, y fue profesor de Jean-Claude van Damme. Abrió su propia escuela en Bruselas, ciudad en la que vivió hasta trasladarse definitivamente a vivir en Castelldefels. Colabora escribiendo artículos en diversas revistas sobre arte, y actualmente se encuentra escribiendo su segundo libro biográfico.
Se casó el 13 de mayo de 1959 en Bruselas con Andree Gerin Studer, con la que tuvo tres hijos, Alegría, Veronica y Fabrice, y con la que adoptó el cuarto, Marcial. De sus dos hijas, sólo Veronica se dedicó a ser bailarina.
Falleció en Castelldefels el 5 de enero de 2012